# Metal Gear Solid 2: Sons of Liberty
Metal Gear Solid 2: Sons of Liberty (メタルギアソリッド2 サンズ・オブ・リバティ?, Metaru Gia Soriddo 2: Sanzu Obu Ribati) è un videogioco d'azione stealth del 2001, sviluppato e pubblicato da Konami per PlayStation 2.
Diretto da Hideo Kojima, è il quarto gioco della serie Metal Gear nonché il seguito dell'acclamato Metal Gear Solid. Successivamente è uscito Metal Gear Solid 3: Snake Eater, un prequel dell'intera serie, ma gli eventi narrati in MGS2 continuano cronologicamente in Metal Gear Solid 4: Guns of the Patriots.
Versioni di Sons of Liberty per PlayStation 3, Xbox 360 e PlayStation Vita uscirono solo 10 anni dopo l'originale, come parte della raccolta Metal Gear Solid: HD Collection.
Altre versioni per Nintendo Switch, PlayStation 4, PlayStation 5, Windows e Xbox Series X/S uscirono oltre 20 anni dopo l'originale nella raccolta Metal Gear Solid: Master Collection Vol. 1, con la possibilità di acquistare anche solo Sons of Liberty separatamente.

## Trama
(Solid Snake - dopo i titoli di coda)

### Capitolo della petroliera (Tanker)
La storia si apre nel 2007, due anni dopo gli eventi di Metal Gear Solid, sul ponte George Washington (Verrazano Bridge) a New York. Solid Snake e Otacon ora fanno parte di Philanthropy, un'organizzazione riconosciuta dalle Nazioni Unite costituita allo scopo di eliminare i vari Metal Gear fabbricati in seguito alla vendita sul mercato nero da parte di Revolver Ocelot dei dati del Metal Gear REX. Snake, aiutato via Codec da Otacon, sta indagando riguardo al nuovo Metal Gear RAY, sviluppato dai Marines come difesa contro la proliferazione di varianti del Rex e nascosto sulla petroliera U.S.S. Discovery dai Marines stessi al fine di condurlo in un sito segreto per dei test sul campo.
La missione di Snake si complica quando un commando di ex-soldati dell'esercito russo capitanati dal famigerato colonnello Sergei Gurlukovich (a cui Liquid Snake e Ocelot avevano venduto il REX in cambio dell'Hind D, armi e finanziamenti per invadere Shadow Moses), prendono il controllo della petroliera e vi impiantano degli esplosivi Semtex.
All'esterno del ponte di comando, Snake incontra la figlia del colonnello, Olga Gurlukovich, con la quale ingaggia uno scontro a fuoco. Snake riesce a tramortirla con una pistola a tranquillanti, e può così procedere verso la stiva della petroliera.
Qui, una vasta truppa di Marines sta assistendo al briefing del comandante Scott Dolph sulle potenzialità del nuovo Ray e sul suo ruolo nel disarmo nucleare. Al termine del discorso fa la sua comparsa Revolver Ocelot, che applaude sarcasticamente Dolph; in quel momento irrompono le truppe di Gurlukovich, alleato di Ocelot, che prendono in ostaggio il comandante.
Ocelot però tradisce e uccide Gurlukovich, spara a Dolph e innesca l'esplosivo, intimando ai rimanenti soldati americani e russi di raggiungere a nuoto la riva e la salvezza.
Durante la confusione generale che ne consegue, proprio quando Ocelot sta per rubare il RAY, la personalità di Liquid Snake - del quale Ocelot si è fatto trapiantare il braccio destro, per rimpiazzare l'arto perso a Shadow Moses per mano di Gray Fox - emerge e ne prende il completo controllo. Prima di salire sul RAY, Liquid ha il tempo di schernire il fratello Solid, per poi squarciare lo scafo e fuggire dalle stive.
La personalità di Ocelot torna alla normalità durante la fuga, quando avvisa Solidus Snake - fratello di Solid e Liquid, rivelatosi dopo i titoli di coda di Metal Gear Solid - della missione appena compiuta, rivolgendosi a lui come "Signor Presidente" (anche se nel 2007 egli non era più il Presidente degli Stati Uniti in carica).
Si potrebbe pensare che questo contraddica il fatto che Solidus stesse nascondendosi, ma non è così: Ocelot era il suo unico contatto col mondo esterno. I Patriots volevano che Solidus fosse convinto di aver rubato il RAY, così avrebbe proseguito con il suo attacco alla piattaforma Big Shell. Non è possibile che Ocelot stesse parlando con l'allora presidente Johnson, perché si scoprirà che era completamente ignaro della collaborazione esistente tra i Patriots e il veterano russo. Infatti sono i Patriots ad aver agito, al fine di convincere Solidus di essere riuscito nel suo intento.

### Capitolo della piattaforma di decontaminazione (Plant)
Questo capitolo ha inizio il 29 aprile 2009, esattamente due anni dopo l'incidente a bordo del Tanker; all'inizio del capitolo, si viene a sapere che Solid Snake, a causa delle macchinazioni di Ocelot e il passaggio di informazioni false ai media, è stato incolpato dell'attentato terroristico all'U.S.S. Discovery ed è poi stato dato per morto agli occhi dell'opinione pubblica. Nel punto esatto dove due anni prima affondò il Discovery, al largo della costa di New York, è stata eretta la struttura di decontaminazione "Big Shell", al fine di ripulire il mare dalle scorie petrolifere rilasciate dalla nave.
Il videogiocatore assume dunque il ruolo di Jack, un giovane agente dall'aspetto etereo, puro, a tratti androgino, membro di una rediviva FOXHOUND, a cui viene assegnato proprio il nome in codice di "Snake", poi modificato in Raiden all'inizio dell'operazione vera e propria. La sua missione consiste nell'infiltrarsi via mare all'interno di Big Shell e salvare il Presidente degli Stati Uniti, James Johnson, e gli altri ostaggi tenuti prigionieri da un gruppo terroristico, i Sons of Liberty, costituito dagli ex-membri di una cellula antiterroristica statunitense nota come "Dead Cell" e supportato da un élite di soldati russi, superstiti dell'esercito privato di Gurlukovich (ora guidato da Olga).
Il supervisore della missione è "il Colonnello" (visualizzato sul Codec con le sembianze di Roy Campbell), affiancato da Rosemary, fidanzata di Raiden, chiamata nelle vesti di analista dei dati grazie anche al suo rapporto con l'agente segreto. Stando alle informazioni in possesso di questa nuova unità FOXHOUND, il leader dei Sons of Liberty è un redivivo Solid Snake, ora un pericoloso terrorista in cerca di vendetta.
Raiden, nel corso della sua missione, scopre che la Big Shell non è altro che un'elaborata mimetizzazione per lo sviluppo di un'avanzata fortezza mobile chiamata Arsenal Gear, tanto grande da conservare a bordo ben venticinque Metal Gear RAY prodotti in serie (benché più piccoli e più deboli del modello originale). Solidus Snake, il vero leader dell'operazione terroristica, con l'assistenza di Olga e Ocelot (che ha fatto ricadere su Snake anche la colpa della morte del padre di Olga, Sergei) ha preso il controllo dell'impianto e tenterà di usarlo per combattere gli enigmatici Patriots, organizzazione segreta responsabile del furto del RAY. Con un'elaborata successione di colpi di scena, viene rivelato che Raiden e Olga sono coinvolti - direttamente o indirettamente - nel piano dei Patriots per l'eliminazione di Solidus. Anche il vero Solid Snake, sotto le mentite spoglie di Iroquois Pliskin, è sulla piattaforma, combattendo su entrambi i fronti nel tentativo di distruggere l'Arsenal. A questo scopo, è assistito da Otacon e da sua sorella Emma Emmerich, la quale ha elaborato l'intelligenza artificiale "GW" che anima l'Arsenal Gear, ma ha anche programmato un virus informatico in grado di distruggerla.
Raiden, durante la sua missione di salvataggio degli ostaggi, scopre che in realtà il Presidente James Johnson fosse originariamente un burattino dei Patriots e stesse ora collaborando con i Sons of Liberty in cerca di maggior potere e libertà; i Patriots, rivela Johnson, controllano infatti da decenni ogni decisione presa dalle alte sfere economiche, militari, culturali, politiche degli Stati Uniti d'America, e i Presidenti susseguitisi negli ultimi anni altro non sono che l'espressione di facciata atta a nascondere il segreto dominio dei Patriots.
Dopo aver avuto la meglio a più riprese sui membri dell'unità Dead Cell, causando in uno scontro la perdita dell'occhio sinistro a Solidus Snake - rendendolo quasi indistinguibile rispetto al "padre" Big Boss -, il giovane soldato riesce a recuperare Emma Emmerich tra gli ostaggi e a scortarla verso la sala computer che gestisce gli automatismi della struttura. Vamp, un inquietante membro di Dead Cell già sconfitto in precedenza da Raiden, riesce a ferire mortalmente Emma prima che possa giungere alla sala comando, ma, con l'aiuto di Snake e Raiden, la giovane scienziata riesce a inserire il suo virus all'interno di GW. Poco dopo, la ragazza si spegne tra le braccia del fratello Hal, distrutto per la perdita ma determinato a portare a termine la missione.
Mentre Otacon porta in salvo gli ostaggi grazie ad un elicottero Kasatka recuperato sulla piattaforma, Raiden riesce infiltrarsi a bordo dell'Arsenal Gear, grazie ad uno stratagemma organizzato da Solid Snake e Olga Gurlukovich (quest'ultima, affrontata nuovamente da Snake a bordo di Big Shell, si era convinta dell'innocenza dell'agente segreto riguardo alla morte di suo padre): il ragazzo viene catturato da Olga e portato come prigioniero a bordo della fortezza mobile; mentre è in catene, Solidus svela al ragazzo il suo passato: nato in Liberia, perde i suoi genitori per mano di Solidus Snake, al tempo soldato dell'esercito statunitense, che lo recluta forzatamente nella sua unità non ufficiale di bambini soldato; qui viene addestrato e spinto a soli sei anni sul campo di battaglia durante la prima guerra civile liberiana, dove, armato solo di una pistola e di un coltello, viene conosciuto con i soprannomi di "Diavolo bianco" o "Jack lo squartatore" a causa della sua efferatezza. Riportato per conto dei Patriots negli Stati Uniti, viene sottoposto per anni a sedute di ipnosi e subisce l'innesto di impianti cerebrali atti a cancellare il suo passato; nonostante il fallimento nel rimuovere completamente i suoi ricordi, i quali erano solamente rimasti sopiti fino a quel momento, emergendo la notte sotto forma di incubi, Raiden divenne inconsapevolmente una pedina dei Patriots, inviata ora ad impedire l'insurrezione di Solidus contro di loro.
Liberato in segreto da Olga, Raiden si ricongiunge con Solid Snake, facendosi strada tra le truppe poste a difesa di Arsenal Gear, anche grazie alla spada che Olga gli ha in precedenza donato, una copia dell'"high-frequency blade" utilizzata dal Cyborg Ninja a Shadow Moses. Durante questa fase della sua nuova missione, il Colonnello e Rosemary cominciano ad effettuare strane chiamate al Codec di Raiden, alternando frasi prive di senso compiuto e ordini contraddittori, come quello di interrompere la missione immediatamente. Otacon, anch'egli in contatto via Codec con Raiden e Snake, inizia a sospettare che il Colonnello che Raiden visualizza come Roy Campbell non sia chi dice di essere, mentre Raiden fatica a riconoscere la sua fidanzata.
Quando Snake viene affrontato da Fortune, figlia di Scott Dolph (capo dei Marines a bordo dell'U.S.S. Discovery) e ultimo membro dell'unità Dead Cell rimasto con Solidus, Raiden affronta la serie di Metal Gear RAY, distruggendone diversi a colpi di Stinger, esattamente come Snake aveva disabilitato il Metal Gear REX quattro anni prima. Esausto per la battaglia, Jack cade a terra, mentre Solidus, che si trovava nella sala difesa dai RAY, ordina ai rimanenti Metal Gear di terminarlo. Fermato prima da Olga, che rivela di essere dalla parte dei Patriots (forzatamente, dal momento che questi le hanno sottratto la figlia alla nascita, dunque mai conosciuta, e hanno minacciato l'eliminazione della piccola in caso lei non avesse dato supporto a Raiden in segreto), e poi dal progredire del virus di Emma, che intaccando l'IA che governa Arsenal Gear fa "impazzire" i RAY, il clone di Big Boss uccide furiosamente Olga e distrugge le macchine sopravvissute al precedente scontro con Raiden. Egli, scioccato dal brutale assassinio di Olga, perde definitivamente i sensi, non prima di vedere che Fortune ha portato Solid Snake in manette davanti al fratello di questi.
Raiden si sveglia qualche ora dopo, all'alba del 30 aprile 2009, nuovamente prigioniero, in cima all'Arsenal Gear; al suo fianco Solid Snake, anch'egli catturato, e poi Ocelot, Fortune e Solidus. Con il suo piano seriamente compromesso dal virus di Emma, quest'ultimo rivela che le sue intenzioni originarie fossero quelle di controllare l'Arsenal Gear per accedere alle informazioni contenute in GW, in modo da risalire ai nomi e ai nascondigli dei Patriots, in modo da eliminarli e restituire agli Stati Uniti la libertà politica e civile. È allora che, ancora una volta, Ocelot si rivela essere un doppiogiochista, svelando che l'intero incidente, a partire dall'affondamento della petroliera, era stato orchestrato dai Patriots stessi (il videogiocatore ha avuto un indizio di ciò, dal momento che nel primo capitolo del gioco Ocelot reclama il Metal Gear RAY per conto dei "suoi legittimi proprietari", ovvero proprio i Patriots). Tutte le similitudini con l'incidente avvenuto a Shadow Moses (i terroristi ribelli - allora FOXHOUND, ora Dead Cell -, la presenza di un Metal Gear da disattivare - allora il REX, stavolta Arsenal Gear -, la relazione che lega l'agente scelto per la missione al capo dei terroristi - allora il tormentato rapporto fraterno tra Solid e Liquid Snake, ora quello tra Raiden e il "padre adottivo" Solidus Snake -, nonché l'utilizzo di un virus come parte del piano per eliminare la minaccia terroristica - FOXDIE ai tempi di Shadow Moses, il virus informatico in questa occasione) erano state orchestrate per verificare che fosse possibile trasformare un soggetto predeterminato in un soldato perfetto, a patto che questi avesse seguito gli ordini impartiti dall'alto senza mai metterli in discussione. Ciò che i Patriots non avevano considerato era l'apparizione del vero Solid Snake, l'unico - con Otacon - a far dubitare Raiden della bontà degli ordini che gli venivano assegnati.
Dopo aver sparato a Fortune, Ocelot prende il controllo del RAY originale (lo stesso che aveva sottratto due anni prima sul Tanker) e si appresta a eliminare i tre "Snake"; è allora che la personalità di Liquid prende nuovamente il sopravvento, recuperando il controllo del RAY e dichiarando la sua intenzione di usarlo contro i Patriots, di cui conosce l'ubicazione avendo assunto il controllo di Ocelot. Spingendo l'Arsenal Gear in rotta di collisione con Manhattan, Liquid sprona Snake a seguirlo: questi, liberatosi dalle manette, si tuffa dall'Arsenal Gear all'inseguimento di Liquid.
Quando l'Arsenal si schianta contro la Federal Hall di New York, i Patriots contattano un'ultima volta Raiden via Codec, rivelando che la vera identità del Colonnello e di Rose fosse quella di due IA, atte a dare un volto di facciata alla stessa GW che fosse però credibile per il ragazzo; dopo aver confermato la disattivazione dell'IA nota come GW, svelano all'attonito ragazzo che esistono altre intelligenze artificiali che li mantengono vivi, e che il loro obiettivo sia il controllo del flusso delle informazioni digitali, con lo scopo di assicurare una pace "Orwelliana" attraverso cui l'umanità possa prosperare. La missione era semplicemente la fase di test del piano: Raiden, ottenendo solo le informazioni ritenute dai Patriots necessarie per lo svolgimento dell'operazione, benché alla sua prima missione ufficiale era riuscito a sbaragliare un'unità terroristica praticamente da solo, a liberare gli ostaggi, e, in un certo senso, a impedire la sottrazione di Arsenal Gear. Questo, nell'ottica dei Patriots, suggerisce che se gli uomini ricevessero unicamente le informazioni utili allo sviluppo della società, diventerebbero migliori versioni di loro stesse; l'avvento dell'era digitale, al contrario, ha permesso il diffondersi e il permanere nella rete di una pluralità di voci come mai prima nel corso della storia e, data la presenza in questa moltitudine di informazioni sbagliate o anche deleterie per l'essere umano, i Patriots, ertisi a custodi della specie umana nella sua interezza, hanno stabilito come necessario il totale controllo dell'informazione in ogni sua forma, e l'eliminazione - virtuale o fisica - di ogni voce dissidente.
L'operazione di Raiden, tuttavia, non è ancora terminata: egli deve uccidere Solidus, effettiva minaccia all'esistenza dei Patriots; se non lo farà, la figlia di Olga e la vera Rosemary, tenuta in ostaggio, verranno eliminate. Il leader degli ormai estinti Sons of Liberty spiega al figlio adottivo che l'impossibilità di tramandare i suoi geni alla generazione futura (i frutti del progetto Les Enfants Terribles sono nati sterili) lo abbia spinto al desiderio di essere ricordato nella storia come colui che ha restituito agli Stati Uniti d'America la libertà dall'oppressivo controllo culturale dei Patriots. benché non nutra odio nei confronti di Raiden, Solidus spera di identificare i nomi dei Patriots estraendo le informazioni contenute negli impianti cerebrali di Raiden, con i quali è stato controllato dai Patriots stessi; anche Solidus, dunque, deve uccidere l'uomo che ha di fronte per perseguire i suoi scopi.
La mattina del 30 aprile 2009, a 220 anni dalla salita di George Washington alla cattedra di primo presidente degli Stati Uniti d'America, i due si sfidano a duello, e Raiden, riluttante, infligge un colpo mortale al padre adottivo sul tetto della Federal Hall, dove avvenne l'insediamento di Washington. Solidus precipita e cade ai piedi della statua del primo Presidente, a cui ha ispirato la sua ideologia. Mentre la città di New York inizia ad animarsi, Raiden incontra Snake, che ha posto un rilevatore per tracciare Liquid, pur dubitando che sappia davvero dove rintracciare i Patriots; Snake si dice intenzionato a dare la caccia ai Patriots e a liberare la figlia di Olga e, quando Raiden si offre di seguirlo, lo sprona a riabbracciare Rose, ora libera, e a costruirsi la propria vita, trovando da sé la propria identità e decidendo da sé il proprio futuro, senza lasciarsi schiacciare dal suo passato come bambino soldato e come inconsapevole pedina dei Patriots.
Dopo lo scorrere dei crediti finali, si può ascoltare una telefonata tra Otacon e Snake, in cui lo scienziato afferma di essere riuscito a decodificare il disco con il virus programmato da Emma e a scoprire le informazioni in esso criptate. Le informazioni contenute nel disco rivelano le identità di tutti i dodici membri del Comitato dei Saggi, il circolo ristretto a capo dei Patriots, e uno dei nomi risulta sconvolgente, in quanto appartenente a uno dei maggiori finanziatori di Snake e Otacon. Con un ultimo, spiazzante, colpo di scena, Otacon rivela che i Patriots risiedono a Manhattan, ma che sono tutti morti da circa un secolo.

## Modalità di gioco
Il giocatore deve spostare il proprio avatar in un mondo tridimensionale da una prospettiva in terza persona, rappresentata da telecamere fisse disposte strategicamente negli ambienti di gioco. Come per i suoi predecessori, in Metal Gear Solid 2 lo scopo del gioco è infiltrarsi in modo silenzioso in una struttura, evitando o mettendo fuori combattimento le guardie, e procurandosi nuove armi e oggetti da utilizzare per proseguire nell'avventura. In alcuni punti chiave il giocatore si scontra con dei boss da sconfiggere eseguendo determinate azioni.
Il gameplay, pur mantenendo invariate quelle caratteristiche che contraddistinguono da sempre la saga, è arricchito di nuove mosse e azioni che aumentano il grado di libertà concesso al giocatore: per esempio è possibile passare a una visuale in soggettiva per studiare l'ambiente circostante e per mirare con le armi, si possono addormentare i nemici invece di ucciderli e nascondere i loro corpi per evitare di far scattare l'allarme.
Ogni sezione di gioco è dettagliatamente studiata tanto nelle inquadrature quanto nei tempi delle ronde delle sentinelle nemiche, confermando la solidità del cosiddetto sistema Tactical Espionage Action che fece da sottotitolo al gioco fino al quarto capitolo. L'esperienza di gioco è caratterizzata da ambienti e scelte cromatiche profondamente studiate e da numerosi filmati di intermezzo, che utilizzano l'engine grafico del gioco e sono "girati" con un taglio decisamente cinematografico.

## Personaggi
Come nei capitoli precedenti, è presente un team di supporto via codec che aiuta il giocatore ad avanzare nel gioco. I boss, molto curati in tutta la serie, si contraddistinguono per capacità ed equipaggiamenti al di sopra della norma.

### Otacon
È il capo ingegnere del progetto Metal Gear REX, nonché abilissimo hacker informatico. Nella parte all'interno della nave Discovery è il principale contatto di Snake. Si collega a un computer per permettere a Snake di inviargli le foto fatte al Metal Gear RAY. Durante l'attacco della Big Shell è coinvolto emotivamente a causa della sua sorellastra Emma, pilota un elicottero per portare in salvo gli ostaggi e nel finale aiuta a scoprire cosa c'è dietro allo strano comportamento del Colonnello.

### Colonnello Roy Campbell
Contatto principale di Raiden durante la missione nella Big Shell, ci informa degli obiettivi da perseguire e delle priorità della missione. Verso la fine del gioco si scopre che non è altro che un'intelligenza artificiale creata da GW manipolando le nanomacchine nel cervello di Raiden. Ci sarà una scena che riprenderà una delle scene finali del primo capitolo Metal Gear poco prima dello scontro finale: quella in cui Big Boss ordinava alla giovane recluta Solid Snake via codec di spegnere la console poiché la missione era stata annullata (i soggetti della simile scena qui sono Campbell e Raiden); di fatto in questo frangente appariranno delle scene di gioco dei vecchi capitoli, fra cui la scena iniziale di Metal Gear.

### Rosemary
Fidanzata di Raiden, compare per la prima volta nel Capitolo Plant. Scelta come data analyst dell'operazione, per tutta la durata della missione cercherà di far ricordare al fidanzato le date più importanti della loro relazione.

### Iroquois Pliskin
Un Navy SEAL infiltratosi a bordo della piattaforma Big Shell. Subito riconoscibile per il videogiocatore, si paleserà a Raiden come il vero Solid Snake quando il ragazzo si troverà a confrontarsi con il capo dei terroristi. Nella lingua Algonquin, Iroquois indica un tipo di serpente, mentre il cognome Pliskin deriva dal personaggio di Jena Plissken, in originale Snake Plissken, che è servito a Hideo Kojima come fondamentale ispirazione per la creazione del personaggio di Solid Snake.

### Peter Stillman
Esperto di esplosivi, viene inviato alla Big Shell per eliminare le trappole esplosive del suo allievo Fatman. Alla fine, rimane vittima di una di queste.

### Cyborg Ninja
È Olga Gurlukovich, alleata con Snake per aiutare Raiden.

### Emma Emmerich
Sorellastra minore di Hal ("Otacon"), Emma è una studentessa, genio dell'elettronica e dell'informatica come il fratello. Dopo dieci anni in cui non vede Otacon, da quando quest'ultimo ha lasciato la famiglia, lo incontra di nuovo quando, dopo aver creato un software con intelligenza artificiale, è tra le vittime dell'attacco terroristico fatto da Dead Cell e Solidus. Pur non avendo difetti di vista, ha il vezzo di portare gli occhiali, ma solo per assomigliare di più al fratello che lei ama più di ogni altro.

### Richard Ames
Agente in borghese mandato dai Patriots, è in realtà l'ex marito della reporter Nastasha Romanenko, sposata ai tempi dell'incidente di Shadow Moses. Verrà liberato momentaneamente da Raiden, fin quando non morirà di attacco cardiaco per mano di Ocelot e degli stessi Patriots.

### Presidente James Johnson
È stato il 44º Presidente degli Stati Uniti d'America, successore di George Sears. Raiden riesce a trovarlo, nascosto in una sala protetta da un circuito ad alto voltaggio elettrico, e riesce a farsi spiegare i motivi della sua presenza alla Big Shell.

### Sergei Gurlukovich
Sergei Gurlukovich è un colonnello del GRU. Insieme a sua figlia Olga e a un gruppo di mercenari prende il controllo della nave che trasporta il Metal Gear RAY per rubarlo. Con l'obiettivo di far risorgere la Russia, Sergei si era alleato con Revolver Ocelot già durante l'incidente di Shadow Moses. Ocelot però intende utilizzare il RAY per altri scopi, perciò uccide Sergei.

### Fortune
Vero nome Helena Dolph Jackson, è la figlia di Scott Dolph, comandante dei Marines, e la moglie del defunto Colonnello Jackson, leader di Dead Cell. Apparentemente è capace di deviare qualsiasi proiettile le venga sparato contro, ma in seguito si scopre che ciò è dovuto ad un campo magnetico che viene generato artificialmente. Col tempo, ha sviluppato un odio profondo verso Snake, poiché convinta che sia lui la causa della morte di suo padre e, viceversa, una grande amicizia con Vamp, l'amante di suo padre. Muore a causa di un proiettile sparatole da Ocelot, dopo aver deviato i colpi del Metal Gear RAY.

### Fatman
Un vero esperto degli esplosivi, soffre di disturbi mentali. Veste una tuta da artificiere e, per essere agile nei movimenti, indossa dei pattini in linea. Il suo nome è un riferimento a Fat man, la bomba atomica sganciata su Nagasaki. Viene istruito da Peter Stillman, esperto artificiere. Viene ucciso da Raiden.

### Vamp
Non si capisce se sia realmente un essere umano o un vampiro. Nativo della Romania, perse i suoi genitori durante un bombardamento e venne crocifisso per due giorni, costretto a cibarsi del sangue dei suoi amati. Questo lo portò ad acquisire la caratteristica sete di sangue. Il suo nome non si riferisce alle sue caratteristiche di vampiro, ma alla sua bisessualità. Una volta era l'amante di Scott Dolph, il padre di Fortune.

### Metal Gear RAY
Il Metal Gear RAY è stato progettato con lo scopo di essere un anti-Metal Gear, cioè abbattere i modelli di Metal Gear proliferati grazie alla vendita sul mercato nero dei progetti del REX. Diversamente del REX, è un mezzo anfibio e molto agile nei movimenti. Possiede mitragliatori posti alle estremità delle braccia, che sono anche resistenti scudi. Dalla schiena può lanciare sei missili a caduta che non hanno un razzo propulsore ma sfruttando la velocità di caduta agiscono come se lo avessero; dalla bocca fuoriesce un potente getto d'acqua che gli consente di tagliare a pezzi i materiali più densi e una coda (presente solo nella versione dei Marines) che gli permette un buon bilanciamento in piedi e gli consente di nuotare. Uno, quello della Marina, è stato pilotato da Liquid Ocelot, mentre i rimanenti sono stati teleguidati dal software dell'Arsenal Gear.

### Solidus Snake
Terzo fratello di Solid e Liquid, anch'egli figlio del progetto Les Enfants Terribles; sebbene sia nato insieme o dopo, appare più anziano rispetto agli altri due. Era il Presidente in carica degli Stati Uniti mentre a Shadow Moses avveniva l'attacco terroristico di Liquid. Il suo armamento comprende due arti robotizzati in grado di lanciare missili (simili come funzionalità a quelli del Dottor Octopus di Spiderman), due katane elettrificate, due P90 ed un esoscheletro che potenzia la sua forza muscolare e la resistenza.

## Musica
Dopo la visione del film The Replacement Killers (Costretti ad uccidere), da parte di Kojima e di Kazuki Muraoka (il direttore del suono), la scelta sul compositore delle musiche di Metal Gear Solid 2 cadde su Harry Gregson-Williams, dello studio di Hans Zimmer. Un CD di Williams contenente 18 tracce fu mandato a Kojima. Compiaciutosi del lavoro svolto per creare il CD, l'americano fu aggiunto al progetto poco dopo.
Per aggirare la barriera linguistica e per consentire lo sviluppo dell'orchestramento prima che gli intermezzi venissero completati, a Gregson-Williams furono mandate brevi descrizioni dell'azione per farsene un'idea. Di ritorno, le sequenze di azione furono modellate sui temi musicali creati. Gregson-Williams ha anche remixato l'originale Metal Gear Solid Main Theme per la sequenza d'apertura del gioco.
Norihiko Hibino, che ha lavorato su precedenti titoli Konami come Metal Gear: Ghost Babel, fu responsabile per tutte le musiche in-game. Ha inoltre lavorato sulla maggior parte delle cut-scenes del gioco, riorchestrando il remix del Main Theme di Williams per l'uso durante svariate sequenze.
Come per Metal Gear Solid, la musica dei filmati di intermezzo include pezzi corali e orchestrali, mentre per le scene di gioco sono state utilizzate musiche ambientali elettroniche. Ancora una volta Rika Muranaka ha fornito una canzone di chiusura, una traccia jazz intitolata Can't say goodbye to yesterday cantata da Carla White.

### Colonna sonora
La colonna sonora del gioco è stata raccolta in due album: il primo, intitolato Metal Gear Solid 2: Sons of Liberty Original Soundtrack, è uscito il 29 novembre 2001, mentre il secondo, Metal Gear Solid 2: Sons of Liberty Soundtrack 2: The Other Side, è stato pubblicato il 26 gennaio 2002.

## Accoglienza
Seguendo una strategia già usata per la promozione del primo Metal Gear Solid, il gioco è stato mostrato durante l'E3 del 2000 con un trailer di stampo cinematografico: quest'ultimo, unito al grande successo del predecessore avevano creato un alto livello di aspettative intorno all'uscita del gioco. Tuttavia, nonostante una realizzazione tecnica di prim'ordine, non mancano recensioni negative. Il gioco è al 2º posto nella lista dei "25 Most Overrated Games of All Time" (i 25 giochi più sopravvalutati di tutti i tempi) di GameSpy. In particolar modo fu criticata la mancanza di Solid Snake come protagonista, da sempre simbolo della saga, rimpiazzato da Raiden. Sono stati criticati anche i combattimenti contro i boss, l'ambientazione scialba, l'eccessiva lunghezza dei dialoghi (che, insieme al gran numero di scene animate non interattive, spesso danno l'impressione di assistere ad un vero e proprio film, rendendo frustrante e poco interattiva l'esperienza di gioco) e il messaggio forzatamente nascosto e metaforico del gioco.
La rivista Play Generation classificò una copia di Playboy come l'arma più innocua presente in un videogioco per PlayStation 2. La stessa testata definì il gioco un capolavoro per PS2, che azzarda una trama ai limiti del delirante e introduce nuove meccaniche di fuoco e copertura.

### Premi
- E3 2001 Game Critics Awards: Miglior gioco per console, Miglior gioco di azione/avventura[21]
- E3 2000 Game Critics Awards: Menzione speciale per la grafica[22]
- Game Informer 2001: Gioco dell'anno[23]
- la  Gamer's Edition 2008.[24] del Guinness dei primati riconosce Metal Gear Solid 2 come il primo videogioco stealth in cui gli avversari cooperano efficacemente con un'intelligenza artificiale collettiva[25]
- Edge: Innovazione dell'anno[26]

## Previous story
C'è una sezione all'interno del gioco dove il giocatore novello, ma anche l'appassionato, può venire a conoscenza di tutti i fatti avvenuti a Shadow Moses e di una parte dei retroscena (come Richard Ames sia l'ex marito di Nastasha Romanenko, come la costringe ad aiutare Snake a Shadow Moses e come verrà ricompensata per aver tentato di diffondere le notizie sull'accaduto) e di una rocambolesca e dettagliata ricerca investigativa, nata per una soffiata, di un giornalista che andrà a finire male.

## The Document of Metal Gear Solid 2
The Document of Metal Gear Solid 2 è un documentario interattivo sulla realizzazione del videogioco. Diretto da Hideo Kojima, è stato sviluppato e pubblicato da Konami per PlayStation 2 ed uscì nel settembre 2002 in Giappone e Nord America. Il disco è uscito anche in Europa nella versione PlayStation 2 di Metal Gear Solid 2: Substance.

## Prequel
Nel 2008 è uscito uno spin-off/prequel di Metal Gear Solid 2: Sons of Liberty ambientato tra il 2005 e il 2007: Metal Gear Solid Mobile.

## Sequel
Nel 2008 è uscito il sequel ambientato nel 2014: Metal Gear Solid 4: Guns of the Patriots.